# Вінтенко Борис Михайлович
Бори́с Миха́йлович Вінте́нко (25 липня 1927, Обознівка — 15 жовтня 2002, Кіровоград) — український живописець. Заслужений художник України (1993), член Спілки художників СРСР (1973). Батько художника Юрія Вінтенка.

## Біографія
Народився 25 липня 1927 року в селі Обознівка. У 1930 родина Вінтенко переїхав до Зінов'євська.
Закінчив Одеське державне художнє училище ім. М. Б. Грекова (1948), де його вчителями були Є. О. Буковецький, Т. Б. Фраєрман, М. А. Павлюк.
Повернувшись до Кіровограда, три роки працював керівником художнього гуртка обласного Палацу піонерів (1948-1951).
З 1951 до 1963 працював художником Кіровоградського товариства художників.
З 1963 до 1987 працював живописцем Кіровоградських художньо-виробничих майстерень Кіровоградського художнього фонду УРСР та Кіровоградського художньо-виробничого комбінату Спілки художників України.
З 1969 Учасник багатьох всесоюзних та республіканських художніх виставок. Персональні виставки відбулися у Кіровограді (1967, 1972, 1974, 1992, 1998).
Працював у творчих групах Республіканського будинку творчості «Седнів».
Провідний напрямок творчості — образ степової України. Автор пейзажів. Протягом багатьох років розробляв історичну тему.
Пейзажні композиції характеризуються багатоплановістю та просторовістю.
Борис Вінтенко був великим прихильником імпресіонізму, з часом винайшов власну манеру «мерехтливого» живопису, яку називав «серпанковою». Це пейзажі у сріблясто-мерехтливій манері з широкими обріями, високими тополями та вербами, веселками над водою, степами, ланами, козацькими могилами.

Роботи зберігаються у Кіровоградському обласному художньому музеї та багатьох приватних колекціях різних країн.